# Ana Uršula Najev
Ana Uršula Najev (Split, 1997.) hrvatska je glumica i pjevačica.

## Životopis
Rodila se u Splitu 1997. godine. Majčina strana je iz Drniša, a očeva iz Marine kraj Trogira. Dio obitelji preselio joj se u Brazil. Završila je Umjetničku akademiju u Splitu (UMAS). Bila je angažirana u brojnim kazališnim predstavama. Na televiziji je debitirala u filmu „Sandra i Marina” redatelja Igora Jelinovića. Najveću popularnost joj je donijela uloga Lucije Akrap u televizijskoj seriji Kumovi.
Nastupa i kao pjevačica. Održala je glazbeni projekt „For Amy” posvećen pjevačici Amy Winehouse.
Dobitnica je Zlatnog studija u kategoriji „novo lice” u 2020. godini za ulogu Mary Warren u predstavi „Kušnja” splitskog HNK-a. 

## Filmografija

### Filmske uloge
| Godina | Naslov                          | Uloga       | Bilješke       |
| ------ | ------------------------------- | ----------- | -------------- |
| 2018.  | Sandra i Marina                 | Bube        | kratkometražni |
| 2018.  | Ultra                           | prodavačica | kratkometražni |
| 2020.  | The Match                       | pjevačica   |                |
| 2020.  | Ribanje i ribarsko prigovaranje | seljanka    |                |
| 2021.  | Klimanje                        | Marijana    | kratkometražni |
| 2022.  | Sprovod                         | konobarica  | kratkometražni |

### Televizijske uloge
| Godina        | Naslov             | Uloga                       | Bilješke                                  |
| ------------- | ------------------ | --------------------------- | ----------------------------------------- |
| 2021.         | Crno-bijeli svijet | zgodna Dalmatinka           |                                           |
| 2021.         | Minus i plus       | Klara                       |                                           |
| 2021.         | Nad lipom 35       | Lucija Akrap "Luce"         | novogodišnji specijal 2021., 2022., 2023. |
| 2021.         | Balkanika          | Dora                        |                                           |
| 2022. – danas | Kumovi             | Lucija Akrap-Gotovac "Luce" |                                           |
| 2024.         | U dobru i zlu      | mlađa Dijana Praljak        |                                           |

## Vanjske poveznice
- Ana Uršula Najev u internetskoj bazi filmova IMDb-u (engl.)